# Michael Cage
Michael Jerome Cage (West Memphis, Arkansas, 28 de enero de 1962) es un exjugador de baloncesto estadounidense que disputó 15 temporadas en la NBA. Con 2,06 metros de altura jugaba como ala-pívot.

## Carrera
Tras cuatro años jugando con los Aztecs de la Universidad Estatal de San Diego, fue seleccionado en el puesto número 14 del Draft de la NBA de 1984 por Los Angeles Clippers. 
Jugó durante 15 temporadas en la NBA (1984–2000) con cinco equipos: Los Angeles Clippers, Seattle SuperSonics, Cleveland Cavaliers, Philadelphia 76ers y New Jersey Nets. 
El punto más alto de su carrera fue en 1988 cuando jugaba para los Clippers, cuando lideró la liga en rebotes, promediando 13 por partido. 
A lo largo de su carrera se ganó los sobrenombres de "John Shaft" y "Windex man", debido a sus rebotes y su duro trabajo a nivel defensivo. Culminó su carrera promediando 7,3 puntos y 7,6 rebotes por encuentro.

## Estadísticas de su carrera en la NBA
|  | Líder de la liga |

### Temporada regular
| Año     | Equipo        | PJ    | PT  | MPP  | %TC  | %3P  | %TL   | RPP  | APP | ROB | TPP | PPP  |
| ------- | ------------- | ----- | --- | ---- | ---- | ---- | ----- | ---- | --- | --- | --- | ---- |
| 1984-85 | L.A. Clippers | 75    | 41  | 21.5 | .543 | –    | .737  | 5.2  | .7  | .5  | .4  | 7.1  |
| 1985-86 | L.A. Clippers | 78    | 12  | 20.1 | .479 | .000 | .649  | 5.3  | 1.0 | .8  | .4  | 6.7  |
| 1986-87 | L.A. Clippers | 80    | 76  | 36.5 | .521 | .000 | .730  | 11.5 | 1.6 | 1.2 | .8  | 15.7 |
| 1987-88 | L.A. Clippers | 72    | 70  | 36.9 | .470 | .000 | .688  | 13.0 | 1.5 | 1.3 | .8  | 14.0 |
| 1988-89 | Seattle       | 80    | 71  | 31.7 | .498 | .000 | .743  | 9.6  | 1.6 | 1.2 | .7  | 10.3 |
| 1989-90 | Seattle       | 82    | 82  | 31.6 | .504 | –    | .698  | 10.0 | .9  | 1.0 | .5  | 9.7  |
| 1990-91 | Seattle       | 82    | 55  | 26.1 | .506 | .000 | .625  | 6.8  | 1.1 | 1.0 | .7  | 6.4  |
| 1991-92 | Seattle       | 82    | 69  | 30.0 | .566 | .000 | .620  | 8.9  | 1.1 | 1.2 | .7  | 8.8  |
| 1992-93 | Seattle       | 82    | 66  | 26.3 | .526 | .000 | .469  | 8.0  | .8  | .9  | .6  | 6.1  |
| 1993-94 | Seattle       | 82    | 42  | 20.8 | .548 | .000 | .486  | 5.4  | .5  | .9  | .5  | 4.6  |
| 1994-95 | Cleveland     | 82    | 21  | 24.9 | .521 | .000 | .602  | 6.9  | .7  | .7  | .8  | 5.0  |
| 1995-96 | Cleveland     | 82    | 80  | 32.1 | .556 | .000 | .543  | 8.9  | .6  | 1.1 | 1.0 | 6.0  |
| 1996-97 | Philadelphia  | 82    | 24  | 15.2 | .468 | .000 | .463  | 3.9  | .5  | .6  | .5  | 1.8  |
| 1997-98 | New Jersey    | 79    | 17  | 15.2 | .512 | .000 | .556  | 3.9  | .4  | .6  | .6  | 1.3  |
| 1999-00 | New Jersey    | 20    | 7   | 12.1 | .500 | –    | 1.000 | 4.1  | .5  | .4  | .4  | 1.4  |
| Total   | Total         | 1,140 | 733 | 26.1 | .515 | .000 | .664  | 7.6  | .9  | .9  | .6  | 7.3  |

### Playoffs
| Año   | Equipo    | PJ | PT | MPP  | %TC  | %3P  | %TL   | RPP | APP | ROB | TPP | PPP |
| ----- | --------- | -- | -- | ---- | ---- | ---- | ----- | --- | --- | --- | --- | --- |
| 1989  | Seattle   | 8  | 0  | 21.9 | .609 | .000 | .409  | 5.8 | .6  | .9  | .4  | 7.1 |
| 1991  | Seattle   | 5  | 0  | 16.0 | .429 | –    | .765  | 4.2 | .4  | .6  | .4  | 5.0 |
| 1992  | Seattle   | 9  | 4  | 21.9 | .559 | –    | 1.000 | 5.7 | .4  | .7  | .9  | 4.3 |
| 1993  | Seattle   | 19 | 2  | 19.9 | .525 | –    | .389  | 5.8 | .5  | .7  | .4  | 4.8 |
| 1994  | Seattle   | 5  | 5  | 18.6 | .375 | –    | .333  | 5.4 | .8  | .8  | 1.0 | 2.8 |
| 1995  | Cleveland | 4  | 0  | 20.3 | .444 | .000 | .000  | 4.5 | .8  | .5  | 1.0 | 4.0 |
| 1996  | Cleveland | 3  | 3  | 33.7 | .571 | –    | .600  | 9.3 | .7  | .7  | 1.7 | 6.3 |
| Total | Total     | 53 | 14 | 20.8 | .523 | .000 | .493  | 5.7 | .6  | .7  | .6  | 4.9 |

## Vida personal
Michael y su esposa Jodi tienen tres hijos: Alexis, Michael, Jr. y Sydney.
El 17 de septiembre de 2014, los Oklahoma City Thunder anunciaron la su incorporación al equipo de comentaristas, sustituyendo a Grant Long.